# Jock Sturges
Jock Sturges (n. 1947, Nueva York) es un fotógrafo estadounidense conocido sobre todo por sus fotografías de playas nudistas en California, España, y Francia.

## Biografía
Jock Sturges nació en la ciudad de Nueva York y trabajó en San Francisco varios años. Se graduó en Psicología Perceptual y Fotografía del Marlboro College en 1974 y recibió un grado de maestro en Bellas Artes en fotografía del Instituto de Arte de San Francisco en 1985.

## Crítica y problemas legales
Muchos de los trabajos de Sturges muestran chicas jóvenes desnudas, por lo que se le ha acusado de fomentar la pornografía infantil con la justificación de hacer obras artísticas. En 1990, agentes del FBI ingresaron a su estudio, confiscaron equipo y obras, y presentaron cargos por pornografía infantil. El mundo del arte y las comunidades de naturistas lo defiendieron públicamente. Después de un año de investigación, el caso fue desechado por un jurado y Sturges recuperó la mayor parte de su trabajo y su equipo.
El mismo año recibió otros ataques de organizaciones civiles. Sturges recibió apoyo de asociaciones artísticas, y se ha defendido a sí mismo a través de una serie de comunicados y entrevistas.
Después, fijó su residencia en Francia, donde siguió desarrollando su obra.

## Trabajo publicado
Sus colecciones publicadas incluyen:
- The Last Day of Summer (1991, Aperture, Nueve York)
- Radiant Identities (1994, Aperture, Nueva York)
- Evolution of Grace (1994, Gakken, Tokio)
- Jock Sturges (1996, Scalo, Zürich)
- Jock Sturges: New Work, 1996-2000 (2000, Scalo, Zürich)
- Jock Sturges: Notes (2004, Aperture, Nueva York)
- Montage (Graham Webb International)
- Standing on Water (Paul Cava Gallery, Philadelphia)
- Jock Sturges Color (Ataraxia, Bensalem)
- Jock Sturges Twenty Five Years (2004, Paul Cava Fine Art/Jock Sturges)